# Àngel-O Brunet i Las
Àngel-Octavi Brunet i Las (Tarragona, 1964). És escriptor, tècnic en direcció i guió i màster en llenguatge literari i audiovisual. Autor de diversos curtmetratges ha estat guardonat, entre d'altres, amb el premi de guió Serra i Moret en 1988 per El Déu bo i el Déu dolent.
En el camp de la narrativa, es va donar a conèixer amb la novel·la Taüt de naftalina seda i cotó, presentació en societat de el detectiu Marc Macintosh, a la qual li han seguit altres obres, algunes de elles també premiades. Entre d'altres premis ha rebut el Sebastià Juan Arbó, de l'any 1998 per L'apocalipsi segons Macintosh; el Pin i Soler de narrativa de l'any 1999 per Contra Mendacium. El misteri dels còdexs màgics; o el Vila de l'Ametlla de Mar, de l'any 2001, per Els llavis amb el polze. En narrativa infantil i juvenil ha publicat Terratarragona i l'univers (2001) i Tinc un gat de tres colors (2011). Com a guionista de còmic ha publicat 1811. El setge de Tarragona, amb il·lustracions d'Hugo Prades i Tsar. En 2022 la seva obra El collons de gat! (Onada, 2023) va rebre el Premi de Narrativa Ciutat de Sagunt.